# Rezzato
Rezzato is een gemeente in de Italiaanse provincie Brescia (regio Lombardije) en telt 13.354 inwoners (31-01-2010). De oppervlakte bedraagt 18,2 km2, de bevolkingsdichtheid is 730 inwoners per km2.
De volgende frazioni maken deel uit van de gemeente: Virle Treponti.

## Geschiedenis

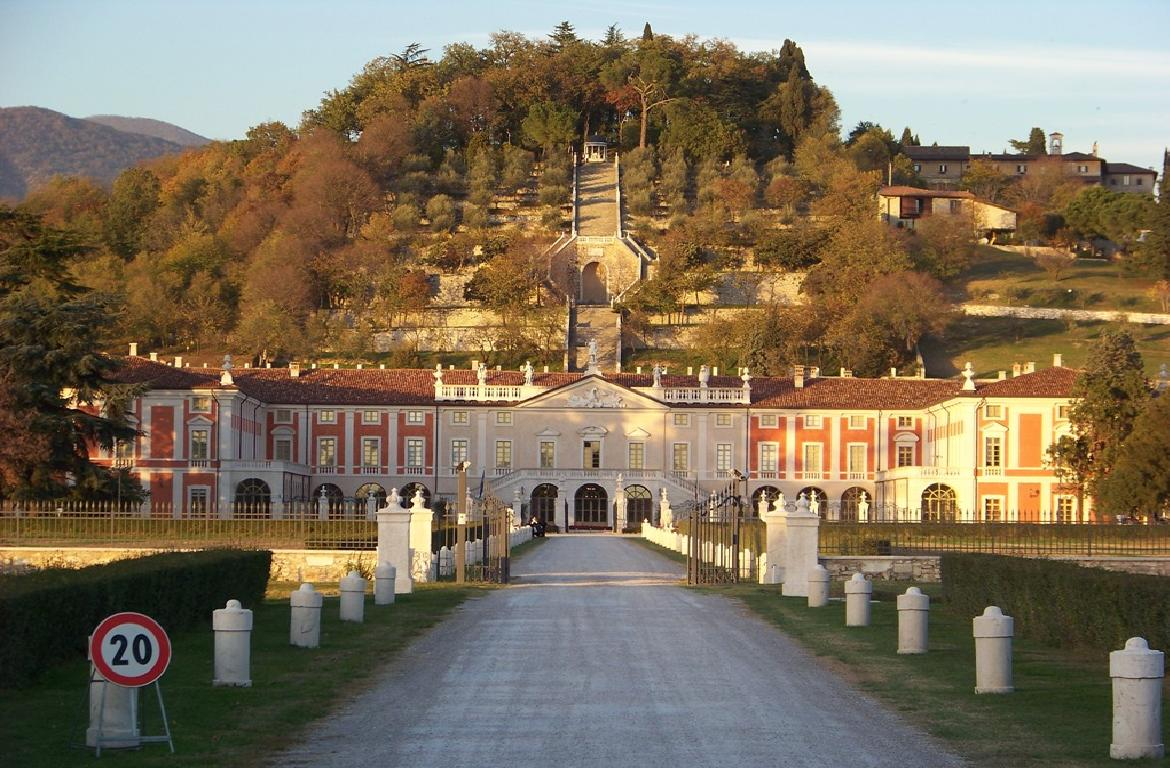
Villa Fenaroli in Rezzato

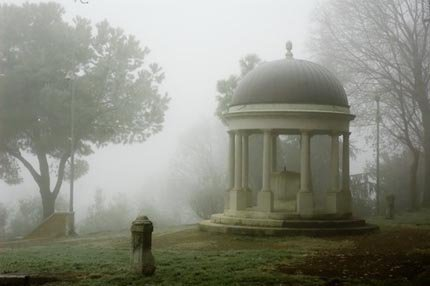
Het park van Bacchus.

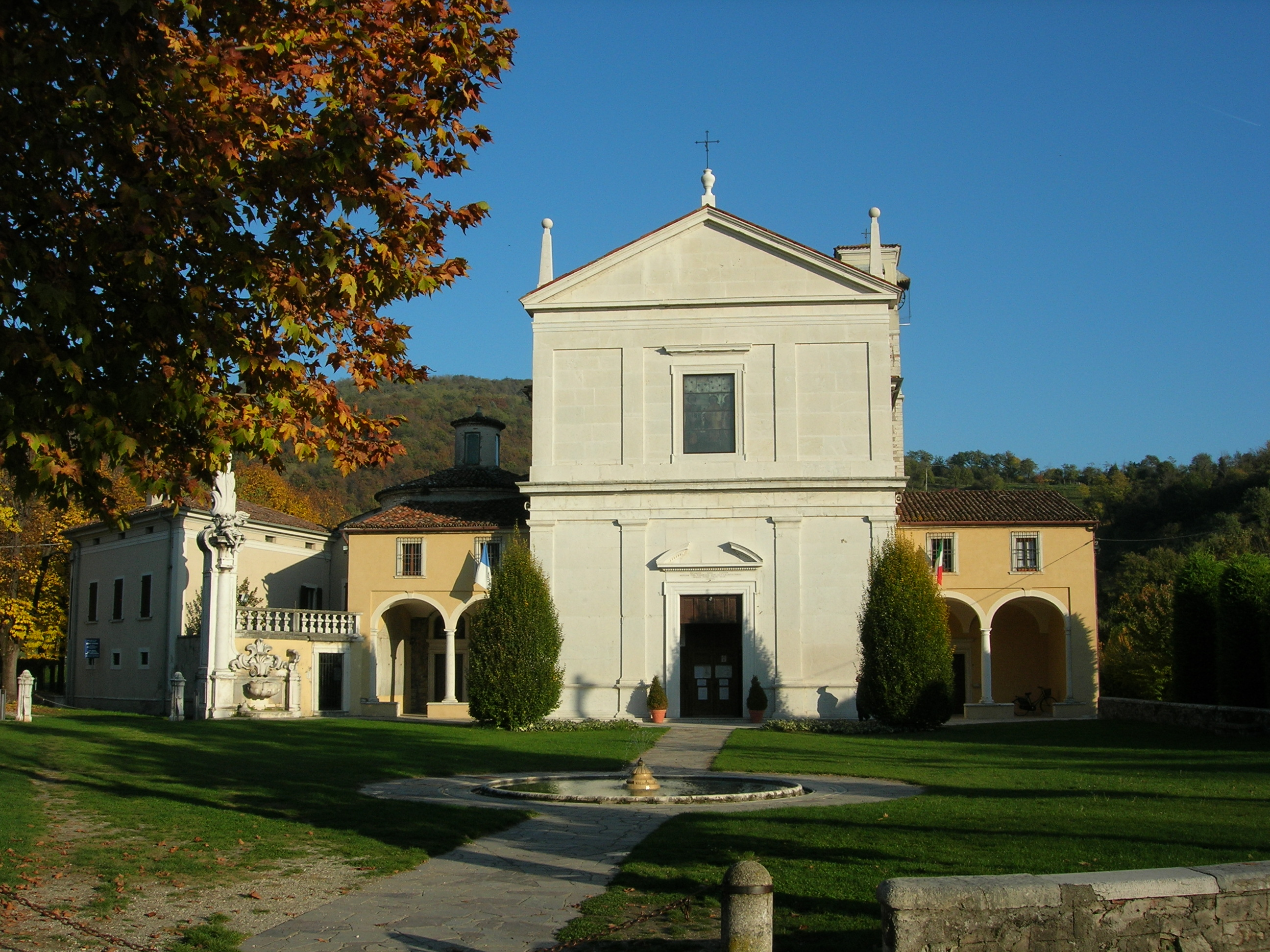
Heiligdom van Onze-Lieve-Vrouw van Valverde

De oudste voorwerpen die gevonden werden op het grondgebied rezzatese dateren uit de neolithische: de plaats van hun ontdekking was Cavernetta Ca 'dei Grii. Deze grot is gelegen op de zuidelijke helling van Mount Regogna en hij was verloren tijdens de werkzaamheden van een steengroeve in de buurt 1969. Dit cavernetta was ongeveer 9 m lang had een breedte van 3,50 m binnen (tijdens de werkzaamheden begonnen in 1954) vasculaire fragmenten werden gevonden dateren uit kweekvaten vierkante mond en zelfs skeletresten. Het is niet uitgesloten dat de cavernetta werd gebruikt als onderkomen voor een gezin tijdens de Tweede Wereldoorlog. Andere artefacten werden gevonden op de berg Peladolo dateert uit "Bronstijd: op deze heuvel, in feite, is de verwachting dat dit een regeling van palen. Tijdens de vele opgravingen tussen 1881 en 1968 werden gevonden, naast een groot aantal voorwerpen van terracotta, met inbegrip van schedels en skeletten van kinderen. Deze sites zijn nu verloren gegaan tijdens de werkzaamheden van delfstoffen in de buurt, maar de vondsten worden bewaard in het Natural History Museum in Brescia.
L 'Romeinse tijd ziet op het grondgebied van Rezzato doorkruist door een belangrijke weg tussen Brescia tot Verona vandaag was gemodelleerd door het pad van de eerste staat 11. Bovendien zijn sommige bevindingen, lijkt het waarschijnlijk dat de hoogte van Treponti was er een splitsing van deze weg die heeft geleid tot Gavardo en Vobarno (deze straat is nu gemodelleerd door een staat 45).
In de Romeinse tijd, met Botticino Rezzato was een van de plaatsen van de winning van marmer meer uitgebuit door de oude Roemenië zoals aangetoond door de gebruikte materialen voor de bouw van vele gebouwen in Rome. Er zijn echter belangrijke vondsten uit dat, tenzij een aantal stenen gebruikt voor de bouw van de Romeinse huizen gevonden in 1998 op het gebied van het Heiligdom van Onze-Lieve-Vrouw van Valverde, gevonden op het altaar van de gens Livia Colle San Peter, een lantaarn staat voor de god Dionysus vond een aantal graven in Torre, een bronzen fibula gevonden op de berg Peladolo en een verharde Romeinse weg gevonden in 1971 tijdens werkzaamheden aan het viaduct Rezzato-Botticino.
De middeleeuwen is de periode van de geboorte van het land. Rond het jaar 1000, bisschop van Brescia Landolfo, een aantal fondsen gedoneerd aan de Benedictijner monniken van het klooster van St. Euphemia naar het gebied terug te winnen ten oosten van de stad. Met dank aan de monniken van de gronden werden ontgonnen en de eerste stad werd geboren. De stad hing af van de civiele en religieuze van het klooster van St. Euphemia en was de reden dat in 1299 de bisschop van Brescia Berardo Maggi kwam aan de eisen van rezzatesi de afgifte van een decreet goed waarbij de geboorte van het land Rezzato voldoen. De monniken trokken zich terug naar het klooster van San Giacomo (ten zuiden van het land), opgericht in 1099 door Paus Paschalis langs de weg naar Mantua als een herberg voor pelgrims.
Rezzato paar eeuwen later (in 1429), ging onder de heerschappij van de Republiek Venetië en het land begon een periode van welvaart en bloeiende handel. In 1548 richtte hij de edele James Chizzola Rezzato de eerste academie van de landbouw (volgens hem de eerste in het algemeen).
In de daaropvolgende jaren veel villa's werden gebouwd in Rezzato, zoals Villa en Villa Fenaroli Provaglio. Onder de regeling tijdelijke regel van de Visconti in  '500 Rezzato plaats als het land was de kapitein van vierkante regio (waaronder de gemeenten van Santa Eufemia della Fonte, Caionvico, Borgosatollo, Castenedolo, Virle en Calcinato).
Geslaagd in de achttiende eeuw onder de "Napoleontische Rijk, werd een deel van" Oostenrijks-Hongaarse Rijk en, ten slotte, tijdens de Renaissance, Rezzato was het toneel van vele gevechten (zoals Slag bij Treponti tussen de Garibaldi en de Oostenrijkers in 1859 op het grondgebied van Treponti).
Belangrijk om de vroege jaren 1900, de spoorlijn Rezzato-Vobarno tot 1967 dat de Valsabbia verband tussen het station in het land.
Rezzato bereikte zijn huidige vorm in 1928, toen ook het dorp Virle (nu dorp) geabsorbeerd.
Rezzato was vooral geïnteresseerd in de Tweede Wereldoorlog, omdat het land werd neergeschoten circa 43 geallieerde luchtaanvallen, dan dicht bij de Republiek van Salò was een plaats van doorvoer voor de politiek-militaire operaties uit de stad verplaatst naar het meer. In de periode tussen 9.08.1943 en 4.28.1945 Rezzato ontwikkeld te onpartijdige organisatie ook de schepper van de ondergrondse krant "The Rebel".

## Demografie
| Jaar | Inwoneraantal |
| ---- | ------------- |
| 1991 | 11.460        |
| 2001 | 12.295        |
| 2011 | 13.402        |

## Geografie
Rezzato grenst aan de volgende gemeenten: Botticino, Brescia, Castenedolo, Mazzano, Nuvolera.

## Politiek
Luca Reboldi (PD) werd op 8/9 juni 2024 gekozen tot burgemeester.